# Farid Mellouli
 (mai 2019).
Si vous disposez d'ouvrages ou d'articles de référence ou si vous connaissez des sites web de qualité traitant du thème abordé ici, merci de compléter l'article en donnant les références utiles à sa vérifiabilité et en les liant à la section « Notes et références ».
Farid Mellouli est un footballeur algérien né le 7 juillet 1984 à Sétif. Il évoluait au poste de défenseur central.

## Biographie
Farid Mellouli évolue en première division algérienne avec les clubs de l'OMR El Anasser, du MC El Eulma, de l'ASO Chlef, de l'ES Sétif, du CS Constantine, et enfin de l'US Biskra. Il dispute un total de 231 matchs en première division algérienne, inscrivant neuf buts.
En 2014, il remporte la Ligue des champions d'Afrique avec le club de Sétif, en battant l'équipe congolaise de l'AS Vita Club en finale. Il officie comme capitaine de l'équipe lors de la finale retour.
Cette victoire lui permet de participer à la Coupe du monde des clubs en décembre 2014. Lors de cette compétition organisée au Maroc, il joue deux matchs, contre le club néo-zélandais d'Auckland City, puis contre l'équipe australienne du Western Sydney Wanderers. Il porte à nouveau le brassard de capitaine.
Farid Mellouli joue également dans le championnat d'Arabie saoudite avec le club d'Al-Qadisiya.

## Palmarès
- Champion d'Algérie en 2011 avec l'ASO Chlef, en 2015 et 2017 avec l'ES Sétif
- Finaliste de la Coupe d'Algérie en 2005 avec l'USM Sétif
- Vainqueur de la Ligue des champions d'Afrique en 2014 avec l'ES Sétif
- Vainqueur de la Supercoupe d'Afrique en 2015 avec l'ES Sétif
- Champion d'Algérie de D2 en 2006 avec l'OMR El Annaser